# هنري غروفر
هنري غروفر (بالإنجليزية: Henry Grover)‏ هو سياسي أمريكي، ولد في 1 أبريل 1927 في كوربوس كريستي في الولايات المتحدة، وتوفي في 28 نوفمبر 2005 في هيوستن في الولايات المتحدة بسبب مرض آلزهايمر. حزبياً، نشط في الحزب الجمهوري. وقد انتخب عضو مجلس نواب تكساس وانتخب عضو مجلس ولاية تكساس.